# Hydriomena glaucata
Hydriomena glaucata är en fjärilsart som beskrevs av Alpheus Spring Packard 1874. Hydriomena glaucata ingår i släktet Hydriomena och familjen mätare. Inga underarter finns listade i Catalogue of Life.